# 2049
Năm 2049 (số La Mã: MMXLIX). Trong lịch Gregory, nó sẽ là năm thứ 2049 của Công nguyên hay của Anno Domini; năm thứ 49 của thiên niên kỷ 3 và của thế kỷ 21; và năm thứ mười của thập niên 2040.